# RedeTV!
RedeTV! és una cadena de televisió brasilera, propietat d'Amilcare Dallevo i Marcelo de Carvalho. És la cadena de televisió més nova, entre les cinc grans cadenes del Brasil, que va ser el rellançament de Rede Manchete el 1999.

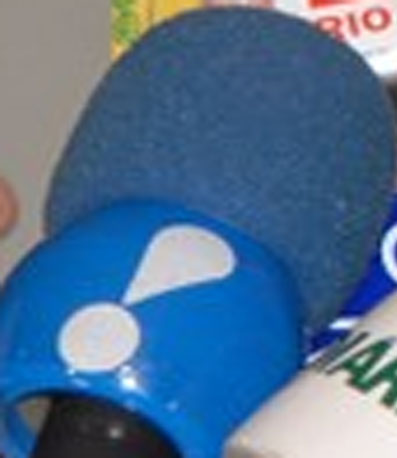
Detall d'un micròfon de l'emissora brasilera RedeTV!

RedeTV compta amb modernes plantes de producció, ubicades a São Paulo, Rio de Janeiro, Belo Horizonte, Recife i Fortaleza. RedeTV té la seu central al CTD - Centro de Televisão Digital, situat a Osasco, un municipi de la regió metropolitana de São Paulo, on té la seu divisió de notícies. Va ser la primera xarxa mundial que es va emetre en 3D, experiència que va durar 5 anys.